# Peter Mohr Dam

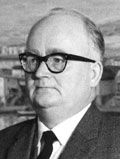
Peter Mohr Dam

Peter Mohr Dam (* 11. August 1898 in Skopun; † 8. November 1968 in Tórshavn auf den Färöern) war ein färöischer Lehrer und sozialdemokratischer Politiker.

## Politik
P. M. Dam aus Tvøroyri war 1926 Mitbegründer und von 1936 bis zu seinem Tode 1968 Vorsitzender der Färöischen Sozialdemokratischen Partei. Von 1958 bis 1963 und von 1967 bis 1968 war er Ministerpräsident der Färöer. Von 1928 bis 1968 war er 40 Jahre lang Abgeordneter im Løgting, lediglich unterbrochen durch die Zeit als Ministerpräsident. Von 1948 bis 1957 und von 1964 bis 1967 war dazu noch Abgeordneter im Folketing.

## Familie
Peter Mohr Dams Eltern sind Ole Christian Dam (geb. 1867) aus Kollafjørður und Sára Maria (geb. Olsen) aus Vestmanna. Er ist der Neffe von Johan C. F. Dam, einem der Gründer des Sambandsflokkurin. Peter Mohr Dam war mit Ragnhild Strøm aus Trongisvágur verheiratet. Er ist der Vater von Atli P. Dam, einem weiteren „Schwergewicht“ in der färöischen Politik. Auch seine Enkelin Helena Dam á Neystabø ist eine bekannte Sozialdemokratin. Eine weitere Enkelin ist Rigmor Dam, seit September 2015 Kulturministerin der Färöer.
Bemerkenswert ist, dass die Ministerpräsidenten Kristian Djurhuus und Hákun Djurhuus ebenso seine Verwandten waren.